# San Sebastián de la Gomera
San Sebastián de la Gomera település a Kanári-szigetek La Gomera szigetén Spanyolországban, Santa Cruz de Tenerife tartományban. San Sebastián de la Gomera Alajeró és Hermigua községekkel határos. Lakosainak száma 9562 fő (2024).

## Népesség
A település népessége az elmúlt években az alábbi módon változott:
| Lakosok száma | 7437 | 7984 | 8515 | 8965 | 9055 | 8668 | 8760 | 9093 | 9342 | 9562 |
|               | 2001 | 2004 | 2007 | 2009 | 2012 | 2014 | 2017 | 2019 | 2022 | 2024 |